# 戈兰·内里奇
戈兰·内里奇（？—），波斯尼亚和黑塞哥维那男子手球运动员。他曾代表南斯拉夫国家队参加1980年夏季奥林匹克运动会手球比赛，获得第6名。